# ベネトン・B200
ベネトン・B200 (Benetton B200) はベネトン・フォーミュラが2000年のF1世界選手権に投入したフォーミュラ1カー。パット・シモンズ（テクニカルディレクター）、ティム・デンシャム（チーフデザイナー）、ベン・アガザンジェロウ（チーフエアロダイナミシスト）によって設計された。

## 2000年シーズン
ドライバーの布陣は3年目となる若手コンビのジャンカルロ・フィジケラとアレクサンダー・ヴルツ。シーズン開幕直前に加入したマイク・ガスコインの力量とドライバーの健闘もあり、コンストラクターズ・ランキングは前年の6位から4位に上昇した。
フィジケラは表彰台3回（2位1回、3位2回）を含む計18ポイントを獲得したが、チームメイトのヴルツは5位入賞が1回のみという対照的な結果となった。
また、シーズン序盤にルノーがベネトン・フォーミュラの買収を正式に発表。2002年よりワークスチーム・ルノーF1として復帰することとなり、1986年から続いたベネトンとしてのF1活動は2001年シーズンをもって終了することとなった。

## シャシー
- シャシー名 B200
- 材質 カーボンファイバー・アルミハニカムコンポジット
- タイヤ ブリヂストン
- ギアボックス 6速セミオートマチック

## エンジン
- エンジン名 プレイライフ・FB02
- 気筒数・バンク角 V型10気筒・71°
- 燃料・潤滑油 アジップ

## 成績
| 年   | No. | ドライバー | 1   | 2   | 3   | 4   | 5   | 6   | 7   | 8   | 9   | 10  | 11  | 12  | 13  | 14  | 15  | 16  | 17  | ポイント | ランキング |
| 年   | No. | ドライバー | AUS | BRA | SMR | GBR | EUR | ESP | MON | CAN | FRA | AUT | GER | HUN | BEL | ITA | USA | JPN | MAL | ポイント | ランキング |
| ---- | --- | ---------- | --- | --- | --- | --- | --- | --- | --- | --- | --- | --- | --- | --- | --- | --- | --- | --- | --- | -------- | ---------- |
| 2000 | 11  | フィジケラ | 5   | 2   | 11  | 7   | 9   | 5   | 3   | 3   | 9   | Ret | Ret | Ret | Ret | 11  | Ret | 14  | 9   | 20       | 4位        |
| 2000 | 12  | ヴルツ     | 7   | Ret | 9   | 9   | 10  | 12  | Ret | 9   | Ret | 10  | Ret | 11  | 13  | 5   | 10  | Ret | 7   | 20       | 4位        |

- 太字はポールポジション、斜字はファステストラップ。(key)